# ريبيكا ماهوني
ريبيكا ماهوني (بالإنجليزية: Rebecca Hull)‏ هي لاعبة اتحاد الرغبي نيوزيلندية، ولدت في 25 أغسطس 1983 في Wairarapa ‏ في نيوزيلندا.